# 单家村 (章丘市)
单家村，中华人民共和国山东省济南市章丘市高官寨镇所辖的一个行政村。全行政村人口376户、1342人(2005年)。耕地面积3214亩。行政区划代码370181114228。